# Diego Campanile
Padre Diego Campanile da San Severino (Sava, 1574 – Sidone, 2 gennaio 1642) è stato un presbitero e francescano italiano.
Fu Primo Custode di Terra Santa degli Osservanti Riformati, Predicatore Generale e Lettore Generale di Teologia, Discreto Custodiale, Definitore Provinciale, Commissario Generale dei luoghi Santi, Prefetto Apostolico della Missione d'Egitto e della Missione de' Caldei. È stato dichiarato venerabile.

## I primi quarant'anni di vita
Sui primi anni di vita del P. Diego sappiamo poco. Egli nacque nel villaggio di Sava, frazione del Comune di Baronissi in Provincia di Salerno, ed apparteneva alla famiglia Campanile, tuttora esistente.
Oltre lui ed il suo fratello P. Girolamo, altri tre membri della famiglia furono frati nel secolo XVII.
Non conosciamo esattamente la data di nascita del P. Diego, ma si può dedurla dalla breve notizia del vecchio necrologio della Custodia di Terra Santa sul quale si poteva leggere: "1642 a dì 2 gen. R. P. Fr. Diego da S. Severino, olim guardiano del Monte Sion; essendo in Saida, morse d'anni 68 con tutti li sacramenti; è seppellito a Sidone, luogo ordinario".
Essendo quindi morto a 68 anni, il 2 gennaio del 1642, dové nascere nel 1574.
Dove e quando il P. Diego sia stato ricevuto all'abito ed alla professione, non è possibile saperlo perché i libri custodiali delle vestizioni e professioni furono probabilmente perduti. Per lo stesso motivo si deve lasciare senza risposta la domanda se dalla madre Osservanza sia passato alla figlia Riforma, come spesso accadeva in quei tempi. Di certo si sa soltanto che il Convento della SS.ma Trinità, passò dagli Osservanti ai Riformati di Principato nel 1594. Egli quindi non contava che venti anni quando i primi Riformati vennero ad abitare nel suo paese, e forse allora ebbe il primo impulso ad abbracciare la loro vita austera. 
Similmente è ignoto il luogo dei suoi studi e dei concorsi per ottenere i titoli di Predicatore Generale e di Lettore Generale di Teologia, ma senza dubbio egli doveva essere già Lettore nel 1604, quando venne eretto in Napoli nel Convento della Trinità uno Studio Generale per i Riformati. Si può arrivare alla medesima conclusione partendo da una notizia del P. Verniero nelle sue Cronache di Terra Santa. Dal fatto che, secondo quest'autore, il P. Diego nel marzo del 1628 aveva insegnato per 17 anni teologia - e certamente con qualche interruzione, come per esempio nel 1618, quando fu eletto primo presidente ed incaricato della fabbrica del convento di Bracigliano - dal fatto ancora che in quei tempi nessun Lettore di Teologia poteva ordinariamente insegnare tale materia se non dopo un periodo più o meno lungo di insegnamento filosofico, si può logicamente dedurre che il P. Diego fosse già Lettore verso i primi anni del Seicento.

## L'attività fino alla nomina a Custode di Terra Santa
Così il P. Diego trascorse la sua vita fino a che comincia a farsi sporadicamente il suo nome nella Cronaca del P. Niccolò da Spinazzola. Infatti la prima volta lo si trova menzionato il 13 maggio 1613, quando fu eletto Discreto Custodiale (equivalente a Definitore Provinciale) nel Capitolo celebrato in tale data nel convento di S. Diego in Napoli. In tale carica rimase fino al mese di novembre del 1615  Durante questo triennio di consigliere della Custodia si parla di lui a proposito della fondazione del convento di S. Francesco di Serino.
Del P. Diego - mandato ad insegnare Teologia nella Custodia Riformata di Basilicata nel 1615, come si legge in una nota marginale del P. Niccolò da Spinazzola - non si fa menzione nella fondazione del convento di S. Lorenzo di Salerno nel 1616, bensì in quella del convento di S. Francesco di Bracigliano avvenuta il 7 dicembre 1618, in cui egli prese possesso della collina comprata per i frati dal Marchese di quel paese, e "fu eletto per Presidente di quello et tenne pensiero della fabrica". Fino a quando si sia protratta la sua permanenza in Bracigliano, non è possibile determinarlo con precisione; certamente non oltre il 1621, in cui lo troviamo Lettore di Teologia in Castellammare di Stabia con nove studenti.

## La nomina a Custode di Terra Santa
Il P. Diego, già insegnante di Teologia in Castellammare almeno dal 1621, esercitava lo stesso ufficio in quel convento nel 1628, quando nel mese di febbraio gli pervenne una lettera del portoghese P. Bernardino de Sena, Ministro Generale dell'Ordine (1625-1631), che in data 3 dello stesso mese gli ordinava "con ogni efficacia possibile" di portarsi a Roma per conferire con lui intorno ad "un negotio di molta importanza per lo servitio di Dio". Il motivo di tale chiamata non era specificato per cui egli, non sapendo se trattavasi di invito di predicazione o di scuola, era indeciso se portare o no i suoi scritti. Parimenti sibillina era un'altra lettera del medesimo, in data 22 febbraio, che lo sollecitava a venire e terminava: "Venghisene allegramente, e Nostro Signore l'accompagni con la sua santa gratia". Questa seconda lettera gli fu consegnata in S.Chiara in Napoli, quando era già in viaggio, come attesta il P. Verniero, allora confessore in quel monastero.
A dire del sunnominato cronista di Terra santa, si ricorse a questo espediente per indurlo a venire a Roma, perché si temeva che - conosciuto lo scopo della sua urgente chiamata - col dovuto rispetto avrebbe certamente declinato l'invito per la sua ritrosia ad accettare cariche onorifiche. Chi abbia suggerito questo consiglio e proposto il suo nome al Rev.mo P. Generale il quale aveva trovato "difficoltà in tutti quei che gli furono nominati", non è nominato dal P. Verinero; ma non è improbabile che sia stato il P. Giovanni Battista Visco da Campagna, allora Segretario Generale e nell'anno seguente ascritto alla Custodia Riformata di Principato.
Tutto questo, se non altro, dimostra che il P. Diego non ebbe parte nei maneggi, se pur ve ne furono, per il mutamento del governo della Custodia di Terra Santa.
Verso la fine di febbraio il Padre si imbarcò nel porto di Napoli e dopo 27 ore di prospero viaggio giunse a Roma, dove gli fu comunicata la sua nomina a 86º Custode di Terra Santa. Forse la sua elezione fu illegale, ma è certo che il Padre Diego non brigò per essere assunto ad un posto onorifico sì, ma di grande importanza ed in un momento così delicato. Di ciò ne rende testimonianza lo stesso Pontefice Urbano VIII, il quale, al Supremo Moderatore dell'Ordine che glielo presentava, ebbe a dire: "Padre Generale, così vogliono essere gli huomini, che dovete mandare al governo di Terra Santa".
La patente di Custode porta la data del 14 marzo 1628 ma il Padre Diego lasciò la Città Eterna solo sei o sette giorni più tardi. Con la stessa barca che lo aveva portato a Roma, ripartì per Napoli e Salerno, dove si rattenne alcuni giorni per prendere i suoi compagni di viaggio tra cui il fratello, P. Girolamo Campanile da Sansverino, il P. Antonio de Martino da Pescopagano, futuro Prefetto Apostolico e martire dell'Etiopia, il P. Francesco da Castelfranci, discepolo del P. Diego, "et altri frati di detta Riforma sacerdoti et laici". 
Con questi partì per Siracusa, dove il 12 maggio su una tartana francese si imbarcò per la Palestina con soli 16 compagni, lasciando indietro gli altri per arrivare più presto. Il 25 maggio sbarcò a Tolemaide, il 27 giunse a Nazaret ed il 30 entrò segretamente in Gerusalemme: il 3 giugno prese solenne possesso del S. Sepolcro e celebrò il suo primo pontificale.
La permanenza del P. Diego in Terra Santa si protrasse per circa sei anni e mezzo, reggendo però la Santa Custodia "quattro anni, un mese e tre giorni", tra continue persecuzioni da parte dei Turchi, avidi di danari, e dei Greci usurpatori dei loro diritti, che lo costrinsero a passare una parte del suo governo fuori Gerusalemme.

## Il governo in Terra Santa
Le prime persecuzioni, con vero pericolo della vita, cominciarono pochi giorni dopo la sua presa di possesso, cioè il 15 giugno, e durarono fino al principio di luglio, quando cessarono con lo sborsare 4 000 piastre ai Turchi, come risulta dalla sua relazione conservataci dal P. Verniero. Altre persecuzioni verso la fine di maggio del 1629 lo obbligarono a fuggire a Nazaret, dove rimase fino al mese di luglio. Parimenti il 27 gennaio 1631 dové fuggire in Aleppo e poté rientrare in Gerusalemme soltanto il giorno 8 maggio dell'anno seguente, quando si attendeva la venuta del suo successore. Altre molestie e noie gli furono cagionate da missionari di altri Ordini, come si può vedere nel P. Verniero. Il primo pensiero del P. Diego nell'assumere il governo di Terra Santa fu quello di estendere il regno di Gesù Cristo in quelle terre soggette al giogo mussulmano. A tal fine e per aver missionari idonei istituì uno studio di lingua araba nel convento di Nazaret per quei Padri specialmente, i quali già l'avevano appresa a Roma nel Collegio Missionario Riformato di S. Pietro in Montorio, ed ora avevano bisogno di esercizio e perfezionamento. Questa provvida istituzione cominciò a funzionare sin dal 1628, a giudicare da una lettera della S. Congregazione di Propaganda Fide in proposito, la quale porta la data del 19 gennaio 1629.
Verso la metà del 1630 destinò missionari in Armenia. Questa spedizione però non ebbe quei risultati che se ne attendevano, perché quasi tutti i missionari si ammalarono per gli stenti patiti e furono costretti a ritornarsene poco dopo. Moltiplicò comunque i missionari in Alessandria, Cairo e Rossetto, ottenne la restituzione di una chiesa a Cipro usurpata dai Greci Scismatici e della cappellania di Saida usurpata dai Cappuccini francesi protetti dal loro console, aprì una nuova chiesa in Damasco ed un ospizio in Tolemaide, fondò una chiesa ed un ospizio in Aleppo - dove si trattenne nel tempo del suo esilio, dai principii del 1631 al maggio del 1632 - senza contare i restauri della chiesa della Flagellazione e quelli, però non terminati, del convento di Betlemme, ottenne un ospizio sul Monte Libano ed il convento di S. Maria Draperiis in Costantinopoli, ed infine il possesso del Monte Tabor. Inoltre estinse il debito che aveva trovato in cassa alla presa di possesso di 70 000 scudi, e la S. Congregazione, prima di terminare il triennio lo confermò nell'ufficio, d'accordo con i Superiori dell'Ordine. Infatti la predetta S. Congregazione fin dal 2 dicembre 1628 dice che il sommo Pontefice, fratello di un Cappuccino, "insieme con li Signori Cardinali di essa hanno sentito quel gusto ch'ella può imaginarsi, della pace e concordia ch'ora passa tra li missionarii [cappuccini] e li Minori Osservanti, essendo intrati in ferma speranza, che così habbia da continuare per mostrarsi il nuovo Guardiano di Gierusalemme affetionatissimo alle Missioni". Con lettera del 19 gennaio 1629, indirizzata al P. Diego, loda "le diligenze" fatte per lo studio della lingua araba fondato a Nazareth, e "l'esorta a continuarli in altri luoghi della medesima sua Religione". E infine sempre la medesima S. Congregazione, a proposito del debito totalmente estinto, in data 18 luglio 1631 gli scrive: "In questa S. Congregatione essendo stata riferita la lettera di V. P. dei 28 di marzo prossimo passato, nostro Signore [Urbano VIII] e questi miei EE. Signori hanno sentita grandissima consolatione della total liberatione dei debiti dei Santi Luoghi, seguita per mezzo delle diligenze e prudenza di V. P., per le quali non solo gli stessi miei Eminentissimi, ma sua Santità in particolare le ne hanno data non ordinaria lode".